# クリストファー・ラウズ (編集技師)
クリストファー・ラウズ（Christopher Rouse、1958年11月28日 - ）は、アメリカ合衆国の編集技師。

## 人物
『ボーン・アルティメイタム』（2007年）で英国アカデミー賞編集賞やアカデミー編集賞を受賞した。父は映画監督・脚本家・プロデューサーのラッセル・ラウズ。母は女優のビバリー・ミシェルズ。1980年代から編集補佐として活動しており、1990年の『逃亡者』で初めて編集者としてクレジットされた。また、ミニ・シリーズのAnne Frank: The Whole Storyでエミー賞にノミネートされた。
2002年には、ダグ・リーマン監督作品『ボーン・アイデンティティー』に追加編集として参加し、製作者のフランク・マーシャルがポール・グリーングラスに紹介したことでシリーズ第2作『ボーン・スプレマシー』、第3作『ボーン・アルティメイタム』の編集も行った。その後も、グリーングラス監督作品に多く参加し、『ユナイテッド93』では複数の編集関係の賞を受賞した。『ジェイソン・ボーン』では脚本も手掛ける。
アメリカ映画編集者協会の会員である。

## フィルモグラフィ
- 逃亡者 Desperate Hours (1990)
- ミッドナイト25時/殺しの訪問者 Past Midnight (1991)
- Teresa's Tattoo (1994)
- Dangerous Touch (1994)
- Breach of Conduct (1994、テレビ映画)
- The Wharf Rat (1995、テレビ映画)
- Nothing Personal (1995)
- Tails You Live, Heads You're Dead (1995、テレビ映画)
- Dead Men Can't Dance (1997)
- フロム・ジ・アース/人類、月に立つ From the Earth to the Moon (1998、ミニシリーズ、第5・6・8・10話)
- Olympic Glory (1999)
- Aftershock: Earthquake in New York (1999、テレビ映画)
- Sole Survivor (2000、テレビ映画)
- A Girl Thing (2001、ミニシリーズ)
- Anne Frank: The Whole Story (2001、ミニシリーズ)
- Boomtown (2002、テレビシリーズ、1エピソードのみ)
- The Pennsylvania Miners' Story (2002、テレビ映画)
- ミニミニ大作戦 The Italian Job (2003)
- ペイチェック 消された記憶 Paycheck (2003)
- ボーン・スプレマシー The Bourne Supremacy (2004)
- 南極物語 Eight Below (2006)
- ユナイテッド93 United 93 (2006)
- ボーン・アルティメイタム The Bourne Ultimatum (2007)
- グリーン・ゾーン Green Zone (2010) 兼共同プロデューサー
- キャプテン・フィリップス Captain Phillips (2013) 兼共同プロデューサー
- ジェイソン・ボーン Jason Bourne (2016) 兼脚本・製作総指揮

## 受賞歴
アカデミー賞
- ノミネート: 編集賞 - 2006年『ユナイテッド93』
- 受賞: 編集賞 - 2007年『ボーン・アルティメイタム』

アメリカ映画編集者協会賞
- ノミネート: 映画編集賞 (ドラマ部門) - 2006年『ユナイテッド93』
- ノミネート: 映画編集賞 (ドラマ部門) - 2007年『ボーン・アルティメイタム』

英国アカデミー賞
- 受賞: 編集賞 - 2006年『ユナイテッド93』
- 受賞: 編集賞 - 2007年『ボーン・アルティメイタム』

オンライン映画批評家協会賞
- 受賞: 編集賞 - 2006年『ユナイテッド93』

サンディエゴ映画批評家協会賞
- 受賞: 編集賞 - 2006年『ユナイテッド93』